# Tournoi masculin de basket-ball aux Jeux olympiques d'été de 2020
Cet article traite de l'épreuve masculine. Pour la compétition féminine, voir Tournoi féminin de basket-ball aux Jeux olympiques d'été de 2020.
 (août 2021).
Navigation
Rio 2016 Paris 2024
Le tournoi masculin de basket-ball aux Jeux olympiques d'été de 2020 se tient à Tokyo, au Japon, du 25 juillet 2021 au 7 août 2021.

## Préparation de l'événement

### Lieu de la compétition
Le tournoi masculin de basket-ball se déroule dans la Super Arena de Saitama.

### Calendrier
| P | 1er tour | ¼ | Quarts de finale | ½ | Demi-finales | B | Match pour la médaille de bronze | F | Finale |

| Dim 25 | Lun 26 | Mar 27 | Mer 28 | Jeu 29 | Ven 30 | Sam 31 | Dim 1er | Lun 2 | Mar 3 | Mer 4 | Jeu 5 | Ven 6 | Sam 7 | Sam 7 |
| P      | P      |        | P      | P      |        | P      | P       |       | ¼     |       | ½     |       | B     | F     |

## Acteurs du tournoi

### Équipes qualifiées
Chaque Comité national olympique peut engager une seule équipe dans la compétition.
Les épreuves qualificatives du tournoi masculin de basket-ball des Jeux olympiques se déroulent du 30 août 2019 au 4 juillet 2021. En tant que pays hôte, le Japon est qualifié d'office, tandis que les autres équipes passent par différents modes de qualifications continentales.
| Compétition/Contexte                | Date                        | Lieu                    | Places | Qualifiés                                                  |
| ----------------------------------- | --------------------------- | ----------------------- | ------ | ---------------------------------------------------------- |
| Pays organisateur                   | 7 septembre 2013            | Buenos Aires, Argentine | 1      | Japon                                                      |
| Coupe du monde 2019                 | 30 août - 14 septembre 2019 | Chine                   | 7      | Argentine États-Unis Australie France Espagne Nigeria Iran |
| Tournois de qualification olympique | 29 juin - 4 juillet 2021    | Victoria, Canada        | 1      | Tchéquie                                                   |
| Tournois de qualification olympique | 29 juin - 4 juillet 2021    | Split, Croatie          | 1      | Allemagne                                                  |
| Tournois de qualification olympique | 29 juin - 4 juillet 2021    | Kaunas, Lituanie        | 1      | Slovénie                                                   |
| Tournois de qualification olympique | 29 juin - 4 juillet 2021    | Belgrade, Serbie        | 1      | Italie                                                     |
| Total                               | Total                       | Total                   | 12     |                                                            |

### Arbitres
La Fédération internationale de basket-ball a sélectionné 30 arbitres pour les deux tournois masculin et féminin :
- Samir Abaakil
- Ahmed Al-Shuwaili
- Steve Anderson
- Scott Beker
- Amy Bonner
- James Boyer
- Luis Castillo
- Antonio Conde
- Juan Fernández
- Maj Forsberg
- Alexander Glišić
- Gizella Györgyi
- Matthew Kallio
- Takaki Kato
- Mārtiņš Kozlovskis
- Leandro Lezcano
- Guilherme Locatelli
- Maripier Malo
- Manuel Mazzoni
- Yevgeniy Mikheyev
- Rabah Moujaim
- Kingsley Ojeaburu
- Ferdinand Pascual
- Yohan Rosso
- Andreja Silva
- Luis Vázquez
- Michael Weiland
- Yener Yılmaz
- Yu Jung
- Ademira Zurapović

### Joueurs
Le tournoi masculin est un tournoi international sans aucune restriction d'âge. Chaque nation doit présenter une équipe de 12 joueurs tous titulaires, dont l'un peut être un joueur naturalisé. Les douze joueurs peuvent être présents sur chaque feuille de match.

## Premier tour

### Format de la compétition
Les douze équipes qualifiées sont réparties en trois groupes de quatre. Chaque équipe marque deux points en cas de victoire, un point en cas de défaite et de défaite par défaut (l'équipe est réduite à deux joueurs sur le terrain) et zéro point en cas de forfait (impossibilité pour une équipe d'aligner cinq joueurs au départ du match).
Pour départager les équipes à la fin des matchs de poule, en cas d'égalité de points, le CIO a décidé d'appliquer les critères de la FIBA. Les équipes sont départagées suivant les critères suivants (dans l'ordre):
1. résultat des matchs particuliers ;
2. différence entre paniers marqués et encaissés entre les équipes concernées ;
3. différence entre paniers marqués et encaissés de tous les matchs joués ;
4. plus grand nombre de paniers marqués.

Les équipes terminant aux deux premières places de chaque groupe ainsi que les deux meilleurs troisièmes sont qualifiées pour le tournoi final à élimination directe.
Légende
- En gras, qualifié pour les quarts de finale
- En italique, éliminé du tournoi olympique

### Groupe A

#### Classement
| Rang | Équipe     | Pts | J | G | P | Pp  | Pc  | Diff |
| ---- | ---------- | --- | - | - | - | --- | --- | ---- |
| 1    | France     | 6   | 3 | 3 | 0 | 259 | 215 | 44   |
| 2    | États-Unis | 5   | 3 | 2 | 1 | 315 | 233 | 82   |
| 3    | Tchéquie   | 4   | 3 | 1 | 2 | 245 | 294 | -49  |
| 4    | Iran       | 3   | 3 | 0 | 3 | 208 | 283 | -75  |

#### Matchs
| 25 juillet 2021 10 h 00 (UTC+09:00) | Rapport | Iran | 78–84                               | Tchéquie                                                                   |  | Saitama Super Arena, Tokyo Arbitres : Matthew Kallio Scott Beker Yener Yılmaz |
| 25 juillet 2021 10 h 00 (UTC+09:00) | Rapport | Score par quart-temps : 19-25, 11-21, 16-21, 32-17                                                         |                                     |                                                                            |  | Saitama Super Arena, Tokyo Arbitres : Matthew Kallio Scott Beker Yener Yılmaz |
| 25 juillet 2021 10 h 00 (UTC+09:00) | Rapport | Score par mi-temps : 30-46, 48-38                                                                          |                                     |                                                                            |  | Saitama Super Arena, Tokyo Arbitres : Matthew Kallio Scott Beker Yener Yılmaz |
| 25 juillet 2021 10 h 00 (UTC+09:00) | Rapport | Behnam Yakhchalidehkordi, 23 Hamed Haddadi, 10 Mohammad Jamshidijafarabadi, 8 Behnam Yakhchalidehkordi, 22 | Points Rebonds Passes d. Évaluation | Patrik Auda, 16 Satoranský, Balvín, 8 Tomáš Satoranský, 8 Blake Schilb, 19 |  | Saitama Super Arena, Tokyo Arbitres : Matthew Kallio Scott Beker Yener Yılmaz |

| 25 juillet 2021 21 h 00 (UTC+09:00) | Rapport | France                                                             | 83–76                               | États-Unis                                                              |  | Saitama Super Arena, Tokyo Arbitres : Guilherme Locatelli Michael Weiland Manuel Mazzoni |
| 25 juillet 2021 21 h 00 (UTC+09:00) | Rapport | Score par quart-temps : 15-22, 22-23, 25-11, 21-20                 |                                     |                                                                         |  | Saitama Super Arena, Tokyo Arbitres : Guilherme Locatelli Michael Weiland Manuel Mazzoni |
| 25 juillet 2021 21 h 00 (UTC+09:00) | Rapport | Score par mi-temps : 37-45, 46-31                                  |                                     |                                                                         |  | Saitama Super Arena, Tokyo Arbitres : Guilherme Locatelli Michael Weiland Manuel Mazzoni |
| 25 juillet 2021 21 h 00 (UTC+09:00) | Rapport | Evan Fournier, 28 Rudy Gobert, 9 Batum, De Colo, 5 Rudy Gobert, 19 | Points Rebonds Passes d. Évaluation | Jrue Holiday, 18 Bam Adebayo, 10 Holiday, Green, 4 Holiday, Adebayo, 20 |  | Saitama Super Arena, Tokyo Arbitres : Guilherme Locatelli Michael Weiland Manuel Mazzoni |

| 28 juillet 2021 13 h 40 (UTC+09:00) | Rapport | États-Unis                                                        | 120–66                              | Iran                                                                                                |  | Saitama Super Arena, Tokyo Arbitres : Antonio Conde Yohan Rosso Andreia Silva |
| 28 juillet 2021 13 h 40 (UTC+09:00) | Rapport | Score par quart-temps : 28-12, 32-18, 22-13, 38-23                |                                     | |  | Saitama Super Arena, Tokyo Arbitres : Antonio Conde Yohan Rosso Andreia Silva |
| 28 juillet 2021 13 h 40 (UTC+09:00) | Rapport | Score par mi-temps : 60-30, 60-36                                 |                                     | |  | Saitama Super Arena, Tokyo Arbitres : Antonio Conde Yohan Rosso Andreia Silva |
| 28 juillet 2021 13 h 40 (UTC+09:00) | Rapport | Damian Lillard, 21 Kevin Durant, 5 Zach LaVine, 8 Zach Lavine, 24 | Points Rebonds Passes d. Évaluation | Jamshidijafarabadi, Haddadi, 14 Hamed Haddadi, 7 Jalalpoor, Jamshidijafarabadi, 3 Hamed Haddadi, 13 |  | Saitama Super Arena, Tokyo Arbitres : Antonio Conde Yohan Rosso Andreia Silva |

| 28 juillet 2021 21 h 00 (UTC+09:00) | Rapport | Tchéquie                                                               | 77–97                               | France                                                                   |  | Saitama Super Arena, Tokyo Arbitres : Juan Fernández Manuel Mazzoni Leandro Lezcano |
| 28 juillet 2021 21 h 00 (UTC+09:00) | Rapport | Score par quart-temps : 28-22, 12-29, 16-26, 21-20                     |                                     |                                                                          |  | Saitama Super Arena, Tokyo Arbitres : Juan Fernández Manuel Mazzoni Leandro Lezcano |
| 28 juillet 2021 21 h 00 (UTC+09:00) | Rapport | Score par mi-temps : 40-51, 37-46                                      |                                     |                                                                          |  | Saitama Super Arena, Tokyo Arbitres : Juan Fernández Manuel Mazzoni Leandro Lezcano |
| 28 juillet 2021 21 h 00 (UTC+09:00) | Rapport | Jan Veselý, 19 Ondřej Balvín, 8 Tomáš Satoranský, 10 Ondřej Balvín, 24 | Points Rebonds Passes d. Évaluation | Evan Fournier, 21 Rudy Gobert, 10 Nando de Colo, 8 Fournier, De Colo, 19 |  | Saitama Super Arena, Tokyo Arbitres : Juan Fernández Manuel Mazzoni Leandro Lezcano |

| 31 juillet 2021 10 h 00 (UTC+09:00) | Rapport | Iran                                                                   | 62–79                               | France                                                                  |  | Saitama Super Arena, Tokyo Arbitres : Guilherme Locatelli Leandro Lezcano Rabah Noujaim |
| 31 juillet 2021 10 h 00 (UTC+09:00) | Rapport | Score par quart-temps : 17-22, 10-24, 20-16, 15-17                     |                                     |                                                                         |  | Saitama Super Arena, Tokyo Arbitres : Guilherme Locatelli Leandro Lezcano Rabah Noujaim |
| 31 juillet 2021 10 h 00 (UTC+09:00) | Rapport | Score par mi-temps : 27-46, 35-33                                      |                                     |                                                                         |  | Saitama Super Arena, Tokyo Arbitres : Guilherme Locatelli Leandro Lezcano Rabah Noujaim |
| 31 juillet 2021 10 h 00 (UTC+09:00) | Rapport | Hamed Haddadi, 18 Hamed Haddadi, 12 Hamed Haddadi, 5 Hamed Haddadi, 26 | Points Rebonds Passes d. Évaluation | Thomas Heurtel, 16 Quatre joueurs, 5 Nando de Colo, 5 Nando de Colo, 20 |  | Saitama Super Arena, Tokyo Arbitres : Guilherme Locatelli Leandro Lezcano Rabah Noujaim |

| 31 juillet 2021 21 h 00 (UTC+09:00) | Rapport | États-Unis                                                        | 119–84                              | Tchéquie                                                                                |  | Saitama Super Arena, Tokyo Arbitres : Aleksandar Glišić Manuel Mazzoni Maripier Malo |
| 31 juillet 2021 21 h 00 (UTC+09:00) | Rapport | Score par quart-temps : 18-25, 29-18, 35-17, 37-24                |                                     |                                                                                         |  | Saitama Super Arena, Tokyo Arbitres : Aleksandar Glišić Manuel Mazzoni Maripier Malo |
| 31 juillet 2021 21 h 00 (UTC+09:00) | Rapport | Score par mi-temps : 47-43, 72-41                                 |                                     |                                                                                         |  | Saitama Super Arena, Tokyo Arbitres : Aleksandar Glišić Manuel Mazzoni Maripier Malo |
| 31 juillet 2021 21 h 00 (UTC+09:00) | Rapport | Jayson Tatum, 27 Kevin Durant, 8 Kevin Durant, 6 Kevin Durant, 32 | Points Rebonds Passes d. Évaluation | Blake Schilb, 17 Tomáš Satoranský, 6 Tomáš Satoranský, 8 Satoranský, Schilb, Balvín, 17 |  | Saitama Super Arena, Tokyo Arbitres : Aleksandar Glišić Manuel Mazzoni Maripier Malo |

### Groupe B

#### Classement
| Rang | Équipe    | Pts | J | G | P | Pp  | Pc  | Diff |
| ---- | --------- | --- | - | - | - | --- | --- | ---- |
| 1    | Australie | 6   | 3 | 3 | 0 | 259 | 226 | 33   |
| 2    | Italie    | 5   | 3 | 2 | 1 | 255 | 239 | 16   |
| 3    | Allemagne | 4   | 3 | 1 | 2 | 257 | 273 | -16  |
| 4    | Nigeria   | 3   | 3 | 0 | 3 | 230 | 263 | -33  |

#### Matchs
| 25 juillet 2021 13 h 40 (UTC+09:00) | Rapport | Allemagne                                                               | 82–92                               | Italie                                                                      |  | Saitama Super Arena, Tokyo Arbitres : Antonio Conde Ahmed Al-Shuwaili Yevgeniy Mikheyev |
| 25 juillet 2021 13 h 40 (UTC+09:00) | Rapport | Score par quart-temps : 32-22, 14-21, 26-25, 10-24                      |                                     |                                                                             |  | Saitama Super Arena, Tokyo Arbitres : Antonio Conde Ahmed Al-Shuwaili Yevgeniy Mikheyev |
| 25 juillet 2021 13 h 40 (UTC+09:00) | Rapport | Score par mi-temps : 46-43, 36-49                                       |                                     |                                                                             |  | Saitama Super Arena, Tokyo Arbitres : Antonio Conde Ahmed Al-Shuwaili Yevgeniy Mikheyev |
| 25 juillet 2021 13 h 40 (UTC+09:00) | Rapport | Maodo Lô, 24 Johannes Voigtmann, 6 Bonga, Lô, Voigtmann, 4 Maodo Lô, 26 | Points Rebonds Passes d. Évaluation | Simone Fontecchio, 20 Nicolò Melli, 9 Nico Mannion, 7 Simone Fontecchio, 21 |  | Saitama Super Arena, Tokyo Arbitres : Antonio Conde Ahmed Al-Shuwaili Yevgeniy Mikheyev |

| 25 juillet 2021 17 h 20 (UTC+09:00) | Rapport | Australie                                                        | 84–67                               | Nigeria                                                              |  | Saitama Super Arena, Tokyo Arbitres : Ademir Zurapović Luis Castillo Takaki Kato |
| 25 juillet 2021 17 h 20 (UTC+09:00) | Rapport | Score par quart-temps : 23-23, 20-17, 15-12, 26-15               |                                     |                                                                      |  | Saitama Super Arena, Tokyo Arbitres : Ademir Zurapović Luis Castillo Takaki Kato |
| 25 juillet 2021 17 h 20 (UTC+09:00) | Rapport | Score par mi-temps : 43-40, 41-27                                |                                     |                                                                      |  | Saitama Super Arena, Tokyo Arbitres : Ademir Zurapović Luis Castillo Takaki Kato |
| 25 juillet 2021 17 h 20 (UTC+09:00) | Rapport | Patrick Mills, 25 Nick Kay, 8 Patrick Mills, 6 Patrick Mills, 25 | Points Rebonds Passes d. Évaluation | Obi Emegano, 12 Precious Achiuwa, 6 Agada, Okogie, 3 Josh Okogie, 12 |  | Saitama Super Arena, Tokyo Arbitres : Ademir Zurapović Luis Castillo Takaki Kato |

| 28 juillet 2021 10 h 00 (UTC+09:00) | Rapport | Nigeria                                                          | 92–99                               | Allemagne                                                                         |  | Saitama Super Arena, Tokyo Arbitres : Omar Bermúdez Mārtiņš Kozlovskis Rabah Noujaim |
| 28 juillet 2021 10 h 00 (UTC+09:00) | Rapport | Score par quart-temps : 21-24, 29-26, 24-24, 18-25               |                                     |                                                                                   |  | Saitama Super Arena, Tokyo Arbitres : Omar Bermúdez Mārtiņš Kozlovskis Rabah Noujaim |
| 28 juillet 2021 10 h 00 (UTC+09:00) | Rapport | Score par mi-temps : 50-50, 42-49                                |                                     |                                                                                   |  | Saitama Super Arena, Tokyo Arbitres : Omar Bermúdez Mārtiņš Kozlovskis Rabah Noujaim |
| 28 juillet 2021 10 h 00 (UTC+09:00) | Rapport | Jordan Nwora, 33 Jordan Nwora, 7 Obi Emegano, 6 Jordan Nwora, 35 | Points Rebonds Passes d. Évaluation | Johannes Voigtmann, 19 Johanness Thiemann, 10 Maodo Lô, 9 Johanness Voigtmann, 21 |  | Saitama Super Arena, Tokyo Arbitres : Omar Bermúdez Mārtiņš Kozlovskis Rabah Noujaim |

| 28 juillet 2021 17 h 20 (UTC+09:00) | Rapport | Italie                                                                     | 83–86                               | Australie                                                                  |  | Saitama Super Arena, Tokyo Arbitres : Michael Weiland Steven Anderson Ahmed Al-Shuwaili |
| 28 juillet 2021 17 h 20 (UTC+09:00) | Rapport | Score par quart-temps : 25-25, 20-19, 17-21, 21-21                         |                                     |                                                                            |  | Saitama Super Arena, Tokyo Arbitres : Michael Weiland Steven Anderson Ahmed Al-Shuwaili |
| 28 juillet 2021 17 h 20 (UTC+09:00) | Rapport | Score par mi-temps : 45-44, 38-42                                          |                                     |                                                                            |  | Saitama Super Arena, Tokyo Arbitres : Michael Weiland Steven Anderson Ahmed Al-Shuwaili |
| 28 juillet 2021 17 h 20 (UTC+09:00) | Rapport | Simone Fontecchio, 22 Achille Polonara, 7 Nico Mannion, 7 Nico Mannion, 24 | Points Rebonds Passes d. Évaluation | Jock Landale, 18 Baynes, Landale, Kay, 7 Mills, Ingles, 5 Jock Landale, 23 |  | Saitama Super Arena, Tokyo Arbitres : Michael Weiland Steven Anderson Ahmed Al-Shuwaili |

| 31 juillet 2021 13 h 40 (UTC+09:00) | Rapport | Italie                                                                        | 80–71                               | Nigeria                                                                |  | Saitama Super Arena, Tokyo Arbitres : Antonio Conde Roberto Vázquez Takaki Kato |
| 31 juillet 2021 13 h 40 (UTC+09:00) | Rapport | Score par quart-temps : 29-17, 11-22, 16-24, 24-8                             |                                     |                                                                        |  | Saitama Super Arena, Tokyo Arbitres : Antonio Conde Roberto Vázquez Takaki Kato |
| 31 juillet 2021 13 h 40 (UTC+09:00) | Rapport | Score par mi-temps : 40-39, 40-32                                             |                                     |                                                                        |  | Saitama Super Arena, Tokyo Arbitres : Antonio Conde Roberto Vázquez Takaki Kato |
| 31 juillet 2021 13 h 40 (UTC+09:00) | Rapport | Nicolò Melli, 15 Michele Vitali, 6 Fontecchio, Pajola, 4 Achille Polonara, 16 | Points Rebonds Passes d. Évaluation | Chimezie Metu, 22 Chimezie Metu, 10 Chimezie Metu, 3 Chimezie Metu, 32 |  | Saitama Super Arena, Tokyo Arbitres : Antonio Conde Roberto Vázquez Takaki Kato |

| 31 juillet 2021 17 h 20 (UTC+09:00) | Rapport | Australie                                                         | 89–76                               | Allemagne                                                                  |  | Saitama Super Arena, Tokyo Arbitres : Juan Fernández Steven Anderson Omar Bermúdez |
| 31 juillet 2021 17 h 20 (UTC+09:00) | Rapport | Score par quart-temps : 18-22, 26-18, 22-19, 23-17                |                                     |                                                                            |  | Saitama Super Arena, Tokyo Arbitres : Juan Fernández Steven Anderson Omar Bermúdez |
| 31 juillet 2021 17 h 20 (UTC+09:00) | Rapport | Score par mi-temps : 44-40, 45-36                                 |                                     |                                                                            |  | Saitama Super Arena, Tokyo Arbitres : Juan Fernández Steven Anderson Omar Bermúdez |
| 31 juillet 2021 17 h 20 (UTC+09:00) | Rapport | Patrick Mills, 24 Joe Ingles, 5 Patrick Mills, 6 Landale, Kay, 22 | Points Rebonds Passes d. Évaluation | Andreas Obst, 17 Johannes Voigtmann, 3 Maodo Lô, 5 Voigtmann, Thiemann, 18 |  | Saitama Super Arena, Tokyo Arbitres : Juan Fernández Steven Anderson Omar Bermúdez |

### Groupe C

#### Classement
| Rang | Équipe    | Pts | J | G | P | Pp  | Pc  | Diff |
| ---- | --------- | --- | - | - | - | --- | --- | ---- |
| 1    | Slovénie  | 6   | 3 | 3 | 0 | 329 | 268 | 61   |
| 2    | Espagne   | 5   | 3 | 2 | 1 | 256 | 243 | 13   |
| 3    | Argentine | 4   | 3 | 1 | 2 | 268 | 276 | -8   |
| 4    | Japon     | 3   | 3 | 0 | 3 | 235 | 301 | -66  |

#### Matchs
| 26 juillet 2021 13 h 40 (UTC+09:00) | Rapport | Argentine                                                           | 100–118                             | Slovénie                                                      |  | Saitama Super Arena, Tokyo Arbitres : Steven Anderson Yohan Rosso Yu Jung |
| 26 juillet 2021 13 h 40 (UTC+09:00) | Rapport | Score par quart-temps : 24-32, 18-30, 24-26, 34-30                  |                                     |                                                               |  | Saitama Super Arena, Tokyo Arbitres : Steven Anderson Yohan Rosso Yu Jung |
| 26 juillet 2021 13 h 40 (UTC+09:00) | Rapport | Score par mi-temps : 42-62, 58-56                                   |                                     |                                                               |  | Saitama Super Arena, Tokyo Arbitres : Steven Anderson Yohan Rosso Yu Jung |
| 26 juillet 2021 13 h 40 (UTC+09:00) | Rapport | Luis Scola, 23 Gabriel Deck, 8 Luca Vildoza, 5 Facundo Campazzo, 22 | Points Rebonds Passes d. Évaluation | Luka Dončić, 48 Mike Tobey, 14 Luka Dončić, 5 Luka Dončić, 49 |  | Saitama Super Arena, Tokyo Arbitres : Steven Anderson Yohan Rosso Yu Jung |

| 26 juillet 2021 21 h 00 (UTC+09:00) | Rapport | Japon                                                                | 77–88                               | Espagne                                                         |  | Saitama Super Arena, Tokyo Arbitres : Aleksandar Glišić Mārtiņš Kozlovskis Rabah Noujaim |
| 26 juillet 2021 21 h 00 (UTC+09:00) | Rapport | Score par quart-temps : 14-18, 14-30, 28-21, 21-19                   |                                     |                                                                 |  | Saitama Super Arena, Tokyo Arbitres : Aleksandar Glišić Mārtiņš Kozlovskis Rabah Noujaim |
| 26 juillet 2021 21 h 00 (UTC+09:00) | Rapport | Score par mi-temps : 28-48, 49-40                                    |                                     |                                                                 |  | Saitama Super Arena, Tokyo Arbitres : Aleksandar Glišić Mārtiņš Kozlovskis Rabah Noujaim |
| 26 juillet 2021 21 h 00 (UTC+09:00) | Rapport | Rui Hachimura, 20 Yuta Watanabe, 8 Baba, Tanaka, 5 Yuta Watanabe, 22 | Points Rebonds Passes d. Évaluation | Ricky Rubio, 20 Víctor Claver, 9 Ricky Rubio, 9 Ricky Rubio, 25 |  | Saitama Super Arena, Tokyo Arbitres : Aleksandar Glišić Mārtiņš Kozlovskis Rabah Noujaim |

| 29 juillet 2021 13 h 40 (UTC+09:00) | Rapport | Slovénie                                                      | 116–81                              | Japon                                                                           |  | Saitama Super Arena, Tokyo Arbitres : Aleksandar Glišić Michael Weiland Ferdinand Pascual |
| 29 juillet 2021 13 h 40 (UTC+09:00) | Rapport | Score par quart-temps : 29-23, 24-18, 27-23, 36-17            |                                     |                                                                                 |  | Saitama Super Arena, Tokyo Arbitres : Aleksandar Glišić Michael Weiland Ferdinand Pascual |
| 29 juillet 2021 13 h 40 (UTC+09:00) | Rapport | Score par mi-temps : 53-41, 63-40                             |                                     |                                                                                 |  | Saitama Super Arena, Tokyo Arbitres : Aleksandar Glišić Michael Weiland Ferdinand Pascual |
| 29 juillet 2021 13 h 40 (UTC+09:00) | Rapport | Luka Dončić, 25 Mike Tobey, 11 Luka Dončić, 7 Luka Dončić, 33 | Points Rebonds Passes d. Évaluation | Rui Hachimura, 34 Hachimura, Watanabe, 7 Hachimura, Tanaka, 3 Rui Hachimura, 29 |  | Saitama Super Arena, Tokyo Arbitres : Aleksandar Glišić Michael Weiland Ferdinand Pascual |

| 29 juillet 2021 21 h 00 (UTC+09:00) | Rapport | Espagne                                                    | 81–71                               | Argentine                                                                                 |  | Saitama Super Arena, Tokyo Arbitres : Yohan Rosso Maj Forsberg Andreia Silva |
| 29 juillet 2021 21 h 00 (UTC+09:00) | Rapport | Score par quart-temps : 20-25, 20-9, 21-19, 20-18          |                                     |                                                                                           |  | Saitama Super Arena, Tokyo Arbitres : Yohan Rosso Maj Forsberg Andreia Silva |
| 29 juillet 2021 21 h 00 (UTC+09:00) | Rapport | Score par mi-temps : 40-34, 41-37                          |                                     |                                                                                           |  | Saitama Super Arena, Tokyo Arbitres : Yohan Rosso Maj Forsberg Andreia Silva |
| 29 juillet 2021 21 h 00 (UTC+09:00) | Rapport | Ricky Rubio, 26 Pau Gasol, 8 Marc Gasol, 5 Ricky Rubio, 24 | Points Rebonds Passes d. Évaluation | Nicolás Laprovíttola, 27 Gabriel Deck, 8 Nicolás Laprovíttola, 4 Nicolás Laprovíttola, 21 |  | Saitama Super Arena, Tokyo Arbitres : Yohan Rosso Maj Forsberg Andreia Silva |

| 1er août 2021 13 h 40 (UTC+09:00) | Rapport | Argentine                                                               | 97–77                               | Japon                                                             |  | Saitama Super Arena, Tokyo Arbitres : Roberto Vazquez Mārtiņš Kozlovskis Michael Weiland |
| 1er août 2021 13 h 40 (UTC+09:00) | Rapport | Score par quart-temps : 26-16, 20-22, 19-15, 32-24                      |                                     |                                                                   |  | Saitama Super Arena, Tokyo Arbitres : Roberto Vazquez Mārtiņš Kozlovskis Michael Weiland |
| 1er août 2021 13 h 40 (UTC+09:00) | Rapport | Score par mi-temps : 46-38, 51-39                                       |                                     |                                                                   |  | Saitama Super Arena, Tokyo Arbitres : Roberto Vazquez Mārtiņš Kozlovskis Michael Weiland |
| 1er août 2021 13 h 40 (UTC+09:00) | Rapport | Luis Scola, 23 Luis Scola, 10 Facundo Campazzo, 11 Facundo Campazzo, 25 | Points Rebonds Passes d. Évaluation | Yudai Baba, 18 Rui Hachimura, 11 Quatre joueurs, 3 Yudai Baba, 23 |  | Saitama Super Arena, Tokyo Arbitres : Roberto Vazquez Mārtiņš Kozlovskis Michael Weiland |

| 1er août 2021 21 h 00 (UTC+09:00) | Rapport | Espagne                                                               | 87–95                               | Slovénie                                                          |  | Saitama Super Arena, Tokyo Arbitres : Ademir Zurapović Yohan Rosso Matthew Kallio |
| 1er août 2021 21 h 00 (UTC+09:00) | Rapport | Score par quart-temps : 24-20, 20-21, 26-27, 17-27                    |                                     |                                                                   |  | Saitama Super Arena, Tokyo Arbitres : Ademir Zurapović Yohan Rosso Matthew Kallio |
| 1er août 2021 21 h 00 (UTC+09:00) | Rapport | Score par mi-temps : 44-41, 43-54                                     |                                     |                                                                   |  | Saitama Super Arena, Tokyo Arbitres : Ademir Zurapović Yohan Rosso Matthew Kallio |
| 1er août 2021 21 h 00 (UTC+09:00) | Rapport | Ricky Rubio, 18 Claver, M. Gasol, 6 Ricky Rubio, 9 Alberto Abalde, 18 | Points Rebonds Passes d. Évaluation | Vlatko Čančar, 22 Dončić, Tobey, 14 Luka Dončić, 9 Mike Tobey, 26 |  | Saitama Super Arena, Tokyo Arbitres : Ademir Zurapović Yohan Rosso Matthew Kallio |

### Répartition des deuxièmes et troisièmes dans les pots des 1/4 de finale
Le meilleur deuxième est versé dans le pot D avec les premiers de poules et est tête de série, mais ne pourra rencontrer une équipe classée troisième de poule en quart.
Les deux meilleurs troisièmes sont qualifiés en 1/4 de finale et versés dans le pot E. Le plus mauvais troisième est éliminé.
| Rang | Équipe          | Pts | J | G | P | Pp  | Pc  | Diff |
| ---- | --------------- | --- | - | - | - | --- | --- | ---- |
| 1    | [A2] États-Unis | 5   | 3 | 2 | 1 | 315 | 233 | 82   |
| 2    | [B2] Italie     | 5   | 3 | 2 | 1 | 255 | 239 | 16   |
| 3    | [C2] Espagne    | 5   | 3 | 2 | 1 | 256 | 243 | 13   |

| Rang | Équipe         | Pts | J | G | P | Pp  | Pc  | Diff |
| ---- | -------------- | --- | - | - | - | --- | --- | ---- |
| 1    | [C3] Argentine | 4   | 3 | 1 | 2 | 268 | 276 | -8   |
| 2    | [B3] Allemagne | 4   | 3 | 1 | 2 | 257 | 273 | -16  |
| 3    | [A3] Tchéquie  | 4   | 3 | 1 | 2 | 245 | 294 | -49  |

## Phase finale
Un tirage au sort, effectué après la dernière rencontre de la phase de poule, détermine le tableau de la phase finale. Les équipes sont placées dans deux chapeaux en fonction de leur classement lors du premier tour.
Les équipes classées première et la meilleure deuxième sont dans un premier chapeau, le second rassemblant les autres équipes classées deuxième et les deux meilleurs troisièmes. Le tirage au sort doit respecter deux limitations pour : deux équipes qui se sont déjà affrontées lors du premier tour ne peuvent s'affronter de nouveau en quart de finale et le meilleur deuxième ne peut affronter une équipe classées troisième.
| Chapeau 1       | Chapeau 2      |
| --------------- | -------------- |
| [A1] France     | [B2] Italie    |
| [B1] Australie  | [C2] Espagne   |
| [C1] Slovénie   | [B3] Allemagne |
| [A2] États-Unis | [C3] Argentine |

### Tableau
|  | Quarts de finale | Quarts de finale |                            |                            | Demi-finales           | Demi-finales           |    |  | Finale                     | Finale                     |
|  | Quarts de finale | Quarts de finale |                            |                            | Demi-finales           | Demi-finales           |    |  | Finale                     | Finale                     |
|  |                  |                  |                            |                            |                        |                        |    |  |                            |                            |
|  | 3 août           | 3 août           |                            |                            | 5 août                 | 5 août                 |    |  | 7 août à 11h30 (UTC+09:00) | 7 août à 11h30 (UTC+09:00) |
|  | 3 août           | 3 août           |                            |                            | 5 août                 | 5 août                 |    |  | 7 août à 11h30 (UTC+09:00) | 7 août à 11h30 (UTC+09:00) |
|  | [B2] Italie      | 75               |                            |                            | 5 août                 | 5 août                 |    |  | 7 août à 11h30 (UTC+09:00) | 7 août à 11h30 (UTC+09:00) |
|  | [B2] Italie      | 75               |                            |                            | 5 août                 | 5 août                 |    |  | 7 août à 11h30 (UTC+09:00) | 7 août à 11h30 (UTC+09:00) |
|  | [A1] France      | 84               |                            |                            | 5 août                 | 5 août                 |    |  | 7 août à 11h30 (UTC+09:00) | 7 août à 11h30 (UTC+09:00) |
|  | [A1] France      | 84               | France                     | 90                         |                        |                        |    |  | 7 août à 11h30 (UTC+09:00) | 7 août à 11h30 (UTC+09:00) |
|  | 3 août           |                  | France                     | 90                         |                        |                        |    |  | 7 août à 11h30 (UTC+09:00) | 7 août à 11h30 (UTC+09:00) |
|  |                  | Slovénie         | 89                         |                            |                        |                        |    |  | 7 août à 11h30 (UTC+09:00) | 7 août à 11h30 (UTC+09:00) |
|  | [C1] Slovénie    | Slovénie         | 89                         | 94                         |                        |                        |    |  | 7 août à 11h30 (UTC+09:00) | 7 août à 11h30 (UTC+09:00) |
|  | [C1] Slovénie    |                  |                            | 94                         |                        |                        |    |  | 7 août à 11h30 (UTC+09:00) | 7 août à 11h30 (UTC+09:00) |
|  | [B3] Allemagne   | 70               |                            |                            |                        |                        |    |  | 7 août à 11h30 (UTC+09:00) | 7 août à 11h30 (UTC+09:00) |
|  | [B3] Allemagne   | 70               | France                     | 82                         |                        |                        |    |  |                            |                            |
|  | 3 août           |                  | France                     | 82                         |                        |                        |    |  |                            |                            |
|  |                  | États-Unis       | 87                         |                            |                        |                        |    |  |                            |                            |
|  | [C2] Espagne     | États-Unis       | 87                         | 81                         |                        |                        |    |  |                            |                            |
|  | [C2] Espagne     | 5 août           |                            | 81                         |                        |                        |    |  |                            |                            |
|  | [A2] États-Unis  | 95               |                            |                            |                        |                        |    |  |                            |                            |
|  | [A2] États-Unis  | 95               | États-Unis                 | 97                         |                        |                        |    |  |                            |                            |
|  | 3 août           | 3 août           | États-Unis                 | 97                         | Match pour la 3e place | Match pour la 3e place |    |  |                            |                            |
|  | 3 août           | 3 août           |                            | Australie                  | Match pour la 3e place | Match pour la 3e place | 78 |  |                            |                            |
|  | [B1] Australie   | 97               | 7 août à 20h00 (UTC+09:00) | 7 août à 20h00 (UTC+09:00) |                        |                        | 78 |  |                            |                            |
|  | [B1] Australie   | 97               | 7 août à 20h00 (UTC+09:00) | 7 août à 20h00 (UTC+09:00) |                        |                        |    |  |                            |                            |
|  | [C3] Argentine   | 59               |                            | Slovénie                   | 93                     |                        |    |  |                            |                            |
|  | [C3] Argentine   | 59               |                            | Slovénie                   | 93                     |                        |    |  |                            |                            |
|  |                  |                  |                            |                            |                        |                        |    |  | Australie                  | 107                        |
|  |                  |                  |                            |                            |                        |                        |    |  | Australie                  | 107                        |

### Quarts de finale
| 3 août 2021 10 h 00 (UTC+09:00) | Rapport | Slovénie                                                         | 94–70                               | Allemagne                                                     |  | Saitama Super Arena, Tokyo Arbitres : Ademir Zurapović Matthew Kallio Omar Bermúdez |
| 3 août 2021 10 h 00 (UTC+09:00) | Rapport | Score par quart-temps : 25-14, 19-23, 22-17, 28-16               |                                     |                                                               |  | Saitama Super Arena, Tokyo Arbitres : Ademir Zurapović Matthew Kallio Omar Bermúdez |
| 3 août 2021 10 h 00 (UTC+09:00) | Rapport | Score par mi-temps : 44-37, 50-33                                |                                     |                                                               |  | Saitama Super Arena, Tokyo Arbitres : Ademir Zurapović Matthew Kallio Omar Bermúdez |
| 3 août 2021 10 h 00 (UTC+09:00) | Rapport | Zoran Dragić, 27 Mike Tobey, 11 Luka Dončić, 11 Zoran Dragić, 37 | Points Rebonds Passes d. Évaluation | Maodo Lô, 11 Isaac Bonga, 7 Issac Bonga, 3 Danilo Barthel, 14 |  | Saitama Super Arena, Tokyo Arbitres : Ademir Zurapović Matthew Kallio Omar Bermúdez |

| 3 août 2021 13 h 40 (UTC+09:00) | Rapport | Espagne                                                                    | 81–95                               | États-Unis                                                           |  | Saitama Super Arena, Tokyo Arbitres : Guilherme Locatelli Yohan Rosso Michael Weiland |
| 3 août 2021 13 h 40 (UTC+09:00) | Rapport | Score par quart-temps : 21-19, 22-24, 20-26, 18-26                         |                                     |                                                                      |  | Saitama Super Arena, Tokyo Arbitres : Guilherme Locatelli Yohan Rosso Michael Weiland |
| 3 août 2021 13 h 40 (UTC+09:00) | Rapport | Score par mi-temps : 43-43, 38-52                                          |                                     |                                                                      |  | Saitama Super Arena, Tokyo Arbitres : Guilherme Locatelli Yohan Rosso Michael Weiland |
| 3 août 2021 13 h 40 (UTC+09:00) | Rapport | Ricky Rubio, 38 Willy Hernangómez, 10 Willy Hernangómez, 3 Ricky Rubio, 34 | Points Rebonds Passes d. Évaluation | Kevin Durant, 29 Devin Booker, 9 Booker, Holiday, 5 Kevin Durant, 28 |  | Saitama Super Arena, Tokyo Arbitres : Guilherme Locatelli Yohan Rosso Michael Weiland |

| 3 août 2021 17 h 20 (UTC+09:00) | Rapport | Italie                                                                               | 75–84                               | France                                                               |  | Saitama Super Arena, Tokyo Arbitres : Roberto Vázquez Juan Fernández Steven Anderson |
| 3 août 2021 17 h 20 (UTC+09:00) | Rapport | Score par quart-temps : 25-20, 17-23, 12-21, 21-20                                   |                                     |                                                                      |  | Saitama Super Arena, Tokyo Arbitres : Roberto Vázquez Juan Fernández Steven Anderson |
| 3 août 2021 17 h 20 (UTC+09:00) | Rapport | Score par mi-temps : 42-43, 33-41                                                    |                                     |                                                                      |  | Saitama Super Arena, Tokyo Arbitres : Roberto Vázquez Juan Fernández Steven Anderson |
| 3 août 2021 17 h 20 (UTC+09:00) | Rapport | Simone Fontecchio, 23 Danilo Gallinari, 10 Alessandro Pajola, 6 Danilo Gallinari, 24 | Points Rebonds Passes d. Évaluation | Rudy Gobert, 22 Nicolas Batum, 14 Nando de Colo, 7 Nicolas Batum, 29 |  | Saitama Super Arena, Tokyo Arbitres : Roberto Vázquez Juan Fernández Steven Anderson |

| 3 août 2021 21 h 00 (UTC+09:00) | Rapport | Australie                                                     | 97–59                               | Argentine                                                                              |  | Saitama Super Arena, Tokyo Arbitres : Antonio Conde Aleksandar Glišić Mārtiņš Kozlovskis |
| 3 août 2021 21 h 00 (UTC+09:00) | Rapport | Score par quart-temps : 18-22, 21-11, 21-15, 37-11            |                                     |                                                                                        |  | Saitama Super Arena, Tokyo Arbitres : Antonio Conde Aleksandar Glišić Mārtiņš Kozlovskis |
| 3 août 2021 21 h 00 (UTC+09:00) | Rapport | Score par mi-temps : 39-33, 58-26                             |                                     |                                                                                        |  | Saitama Super Arena, Tokyo Arbitres : Antonio Conde Aleksandar Glišić Mārtiņš Kozlovskis |
| 3 août 2021 21 h 00 (UTC+09:00) | Rapport | Patrick Mills, 18 Nick Kay, 10 Joe Ingles, 7 Jock Landale, 19 | Points Rebonds Passes d. Évaluation | Nicolás Laprovíttola, 16 Gabriel Deck, 10 Facundo Campazzo, 5 Nicolás Laprovíttola, 15 |  | Saitama Super Arena, Tokyo Arbitres : Antonio Conde Aleksandar Glišić Mārtiņš Kozlovskis |

### Demi-finales
| 5 août 2021 13 h 15 (UTC+09:00) | Rapport | États-Unis                                                        | 97–78                               | Australie                                                            |  | Saitama Super Arena, Tokyo Arbitres : Ademir Zurapovic Michael Weiland Manuel Mazzoni |
| 5 août 2021 13 h 15 (UTC+09:00) | Rapport | Score par quart-temps : 18-24, 24-21, 32-10, 23-23                |                                     |                                                                      |  | Saitama Super Arena, Tokyo Arbitres : Ademir Zurapovic Michael Weiland Manuel Mazzoni |
| 5 août 2021 13 h 15 (UTC+09:00) | Rapport | Score par mi-temps : 42-45, 55-33                                 |                                     |                                                                      |  | Saitama Super Arena, Tokyo Arbitres : Ademir Zurapovic Michael Weiland Manuel Mazzoni |
| 5 août 2021 13 h 15 (UTC+09:00) | Rapport | Kevin Durant, 23 Kevin Durant, 9 Jrue Holiday, 8 Kevin Durant, 28 | Points Rebonds Passes d. Évaluation | Patrick Mills, 15 Jock Landale, 6 Patrick Mills, 8 Patrick Mills, 20 |  | Saitama Super Arena, Tokyo Arbitres : Ademir Zurapovic Michael Weiland Manuel Mazzoni |

| 5 août 2021 20 h 00 (UTC+09:00) | Rapport | France                                                               | 90–89                               | Slovénie                                                       |  | Saitama Super Arena, Tokyo Arbitres : Guilherme Locatelli Juan Fernández Mārtiņš Kozlovskis |
| 5 août 2021 20 h 00 (UTC+09:00) | Rapport | Score par quart-temps : 27-29, 15-15, 29-21, 19-24                   |                                     |                                                                |  | Saitama Super Arena, Tokyo Arbitres : Guilherme Locatelli Juan Fernández Mārtiņš Kozlovskis |
| 5 août 2021 20 h 00 (UTC+09:00) | Rapport | Score par mi-temps : 42-44, 48-45                                    |                                     |                                                                |  | Saitama Super Arena, Tokyo Arbitres : Guilherme Locatelli Juan Fernández Mārtiņš Kozlovskis |
| 5 août 2021 20 h 00 (UTC+09:00) | Rapport | Nando de Colo, 25 Rudy Gobert, 16 Nando de Colo, 5 Nando de Colo, 26 | Points Rebonds Passes d. Évaluation | Mike Tobey, 23 Luka Dončić, 10 Luka Dončić, 18 Luka Dončić, 30 |  | Saitama Super Arena, Tokyo Arbitres : Guilherme Locatelli Juan Fernández Mārtiņš Kozlovskis |

### Troisième place
| 7 août 2021 20 h 00 (UTC+09:00) | Rapport | Slovénie                                                          | 93–107                              | Australie                                                          |  | Saitama Super Arena, Tokyo Arbitres : Roberto Vázquez Yohan Rosso Matthew Kallio |
| 7 août 2021 20 h 00 (UTC+09:00) | Rapport | Score par quart-temps : 19-20, 26-33, 22-25, 26-29                |                                     |                                                                    |  | Saitama Super Arena, Tokyo Arbitres : Roberto Vázquez Yohan Rosso Matthew Kallio |
| 7 août 2021 20 h 00 (UTC+09:00) | Rapport | Score par mi-temps : 45-53, 48-54                                 |                                     |                                                                    |  | Saitama Super Arena, Tokyo Arbitres : Roberto Vázquez Yohan Rosso Matthew Kallio |
| 7 août 2021 20 h 00 (UTC+09:00) | Rapport | Luka Dončić, 22 Luka Dončić, 8 Luka Dončić, 7 Klemen Prepelič, 21 | Points Rebonds Passes d. Évaluation | Patrick Mills, 42 Joe Ingles, 9 Patrick Mills, 9 Patrick Mills, 35 |  | Saitama Super Arena, Tokyo Arbitres : Roberto Vázquez Yohan Rosso Matthew Kallio |

### Finale
| 7 août 2021 11 h 30 (UTC+09:00) | Rapport | France                                                                 | 82–87                               | États-Unis                                                          |  | Saitama Super Arena, Tokyo Arbitres : Guilherme Locatelli Ademir Zurapović Michael Weiland |
| 7 août 2021 11 h 30 (UTC+09:00) | Rapport | Score par quart-temps : 18-22, 21-22, 24-27, 19-16                     |                                     |                                                                     |  | Saitama Super Arena, Tokyo Arbitres : Guilherme Locatelli Ademir Zurapović Michael Weiland |
| 7 août 2021 11 h 30 (UTC+09:00) | Rapport | Score par mi-temps : 39-44, 43-43                                      |                                     |                                                                     |  | Saitama Super Arena, Tokyo Arbitres : Guilherme Locatelli Ademir Zurapović Michael Weiland |
| 7 août 2021 11 h 30 (UTC+09:00) | Rapport | Fournier, Gobert, 16 Rudy Gobert, 8 Nando de Colo, 7 Nando de Colo, 20 | Points Rebonds Passes d. Évaluation | Kevin Durant, 29 Jayson Tatum, 7 Draymond Green, 5 Kevin Durant, 29 |  | Saitama Super Arena, Tokyo Arbitres : Guilherme Locatelli Ademir Zurapović Michael Weiland |

## Statistiques et récompenses

### Statistiques

#### Sur l'ensemble du tournoi
| Nom           | Total | Moyenne |
| ------------- | ----- | ------- |
| Patrick Mills | 107   | 26,8    |
| Ricky Rubio   | 102   | 25,5    |
| Luka Dončić   | 143   | 23,8    |
| Rui Hachimura | 67    | 22,3    |
| Jordan Nwora  | 63    | 21      |

| Nom                | Ro  | Rd  | Total | Moyenne |
| ------------------ | --- | --- | ----- | ------- |
| Mike Tobey         | 3,7 | 6,8 | 63    | 10,5    |
| Hamed Haddadi      | 2,7 | 7   | 29    | 9,7     |
| Luka Dončić        | 1,2 | 8,5 | 58    | 9,7     |
| Rudy Gobert        | 2,6 | 6,8 | 47    | 9,4     |
| Johannes Voigtmann | 1,8 | 6,3 | 32    | 8       |
| Yuta Watanabe      | 2,3 | 5,7 | 24    | 8       |

| Nom              | Total | Moyenne |
| ---------------- | ----- | ------- |
| Luka Dončić      | 57    | 9,5     |
| Tomáš Satoranský | 26    | 8,7     |
| Patrick Mills    | 26    | 6,5     |
| Facundo Campazzo | 18    | 6       |
| Nando de Colo    | 30    | 6       |
| Ricky Rubio      | 24    | 6       |

| Nom              | Total | Moyenne |
| ---------------- | ----- | ------- |
| Matisse Thybulle | 13    | 3,3     |
| Jan Veselý       | 7     | 2,3     |
| Facundo Campazzo | 6     | 2,0     |
| Tomáš Satoranský | 6     | 2,0     |
| Arsalan Kazemi   | 6     | 2,0     |
| Chimezie Metu    | 6     | 2,0     |

| Nom              | Total | Moyenne |
| ---------------- | ----- | ------- |
| Hamed Haddadi    | 5     | 1,7     |
| Bam Adebayo      | 7     | 1,4     |
| Ondřej Balvín    | 4     | 1,3     |
| Makoto Hiejima   | 4     | 1,3     |
| Precious Achiuwa | 4     | 1,3     |

| Nom                   | Total | Moyenne |
| --------------------- | ----- | ------- |
| Maodo Lô              | 21    | 5,3     |
| Luka Dončić           | 25    | 4,2     |
| Samad Nikkhah Bahrami | 12    | 4,0     |
| Tomáš Satoranský      | 12    | 4,0     |
| Hamed Haddadi         | 11    | 3,7     |
| Mohammad Jamshidi     | 11    | 3,7     |
| Nicolás Laprovíttola  | 11    | 3,7     |

#### Sur un match
| Total | Nom           | Rencontre  | Rencontre | Détail | Détail | Détail |
| Total | Nom           | Adversaire | Score     | 2 pts  | 3 pts  | LF     |
| ----- | ------------- | ---------- | --------- | ------ | ------ | ------ |
| 48    | Luka Dončić   | Argentine  | 118-100   | 12/15  | 6/14   | 6/7    |
| 42    | Patrick Mills | Slovénie   | 107-93    | 11/16  | 4/15   | 8/10   |
| 38    | Ricky Rubio   | États-Unis | 81-95     | 9/13   | 4/7    | 8/8    |
| 34    | Rui Hachimura | Slovénie   | 81-116    | 10/22  | 3/6    | 5/7    |
| 33    | Jordan Nwora  | Allemagne  | 92-99     | 6/8    | 7/12   | 0/0    |

| Total | Nom           | Rencontre  | Rencontre | Détail | Détail | Détail |
| Total | Nom           | Adversaire | Score     | Off    | Déf    |        |
| ----- | ------------- | ---------- | --------- | ------ | ------ | ------ |
| 16    | Rudy Gobert   | Slovénie   | 90-89     | 6      | 10     |        |
| 14    | Nicolas Batum | Italie     | 84-75     | 2      | 12     |        |
| 14    | Luka Dončić   | Espagne    | 95-87     | 2      | 12     |        |
| 14    | Mike Tobey    | Argentine  | 118-100   | 2      | 12     |        |
| 14    | Mike Tobey    | Espagne    | 95-87     | 3      | 11     |        |

| Total | Nom              | Rencontre  | Rencontre |
| Total | Nom              | Adversaire | Score     |
| ----- | ---------------- | ---------- | --------- |
| 18    | Luka Dončić      | France     | 89-90     |
| 11    | Facundo Campazzo | Japon      | 97-77     |
| 11    | Luka Dončić      | Allemagne  | 94-70     |
| 10    | Tomáš Satoranský | France     | 77-97     |
| 9     | Luka Dončić      | Espagne    | 95-87     |

| Total | Nom              | Rencontre  | Rencontre |
| Total | Nom              | Adversaire | Score     |
| ----- | ---------------- | ---------- | --------- |
| 5     | KZ Okpala        | Allemagne  | 92-99     |
| 5     | Tomáš Satoranský | Iran       | 84-78     |
| 5     | Matisse Thybulle | Nigeria    | 84-67     |
| 5     | Yuta Watanabe    | Espagne    | 77-88     |
| 4     | Nick Kay         | Slovénie   | 107-93    |

| Total | Nom           | Rencontre  | Rencontre |
| Total | Nom           | Adversaire | Score     |
| ----- | ------------- | ---------- | --------- |
| 4     | Nicolas Batum | Slovénie   | 90-89     |
| 4     | Rudy Gobert   | Slovénie   | 90-89     |
| 3     | Bam Adebayo   | Iran       | 120-66    |
| 3     | Caleb Agada   | Australie  | 67-84     |
| 3     | Ondřej Balvín | France     | 77-97     |

### Classement
| Rang | Équipe     | J | V | D | PP  | PC  | Diff | Pts | Statut                        |
| ---- | ---------- | - | - | - | --- | --- | ---- | --- | ----------------------------- |
| 1    | États-Unis | 6 | 5 | 1 | 594 | 474 | +120 | 11  | Vainqueur de la finale        |
| 2    | France     | 6 | 5 | 1 | 515 | 466 | +49  | 11  | Perdant de la finale          |
| 3    | Australie  | 6 | 5 | 1 | 541 | 475 | +66  | 11  | Vainqueur de la petite finale |
| 4    | Slovénie   | 6 | 4 | 2 | 605 | 535 | +70  | 10  | Perdant de la petite finale   |
| 5    | Italie     | 4 | 2 | 2 | 330 | 323 | +7   | 6   | Éliminé en quart de finale    |
| 6    | Espagne    | 4 | 2 | 2 | 337 | 338 | -1   | 6   | Éliminé en quart de finale    |
| 7    | Argentine  | 4 | 1 | 3 | 327 | 373 | -46  | 5   | Éliminé en quart de finale    |
| 8    | Allemagne  | 4 | 1 | 3 | 327 | 367 | -40  | 5   | Éliminé en quart de finale    |
| 9    | Tchéquie   | 3 | 1 | 2 | 245 | 294 | -49  | 4   | Moins bon 3e de groupe        |
| 10   | Nigeria    | 3 | 0 | 3 | 230 | 263 | -33  | 3   | 4e de groupe                  |
| 11   | Japon      | 3 | 0 | 3 | 235 | 301 | -66  | 3   | 4e de groupe                  |
| 12   | Iran       | 3 | 0 | 3 | 206 | 283 | -77  | 3   | 4e de groupe                  |

### Récompenses
| Arrières                  | Ailiers                  | Pivot       | MVP          |
| ------------------------- | ------------------------ | ----------- | ------------ |
| Patrick Mills Ricky Rubio | Luka Dončić Kevin Durant | Rudy Gobert | Kevin Durant |